# هانا اینبیندر
هانا اینبیندر (انگلیسی: Hannah Einbinder؛ زادهٔ ۲۱ مه ۱۹۹۵) کمدین و بازیگر اهل ایالات متحده آمریکا است.